# Johann Friedrich Fasch
Johann Friedrich Fasch (Buttelstedt, 15 aprile 1688 – Zerbst, 1758) è stato un violinista e compositore tedesco dell'età barocca. Fasch nacque a Buttelstedt, fu chierichetto a Weißenfels e studiò nella famosa St. Thomas School a Lipsia sotto Johann Kuhnau. In seguito, in quella stessa città, fondò il Collegium Musicum. Viaggiò spesso per la Germania, diventando un violinista nel 1714. Nel 1722 divenne maestro di cappella a Zerbst, posizione che mantenne fino alla sua morte.
I suoi lavori includono cantate, concerti, sinfonie, e musica da camera. Nessuno dei suoi pezzi fu stampato durante la sua vita, ed un gran numero di brani è andato perduto. Comunque, venne molto lodato dai suoi contemporanei (come Johann Sebastian Bach) ed oggi è considerato un importante collegamento tra il periodo Barocco e quello Classico. Era il padre di Carl Friedrich Fasch, altro musicista degno di nota.
Fasch morì a Zerbst a 70 anni. Dal 1983, la città di Zerbst tiene ogni anno il Fasch Festivals in suo onore.